# بیستمین دوره جوایز اسکار

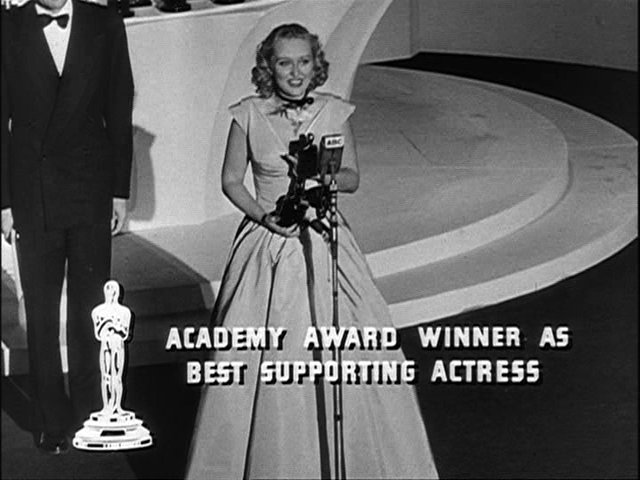
بیستمین دوره مراسم اعطای جوایز اسکار

بیستمین دوره مراسم اعطای جوایز اسکار (انگلیسی: 20th Academy Awards) در روز ۲۰ مارس ۱۹۴۸ در شراین ادیتوریوم لوس آنجلس برگزار شد. در این مراسم بهترین فیلم‌های سال ۱۹۴۷ جهان به انتخاب آکادمی علوم و هنرهای تصاویر متحرک جایزه گرفتند.
اگنس مورهد و دیک پاول مجریان این مراسم بود.

## جوایز
| جایزه اسکار بهترین فیلم | جایزه اسکار بهترین کارگردانی |
| --- | --- |
| - داریل اف. زانوک برای فاکس قرن بیستم - قرارداد شرافتمندانه - ساموئل گلدوین برای آر.ک.ئو - زن اسقف - Adrian Scott برای آر.ک.ئو - در خط آتش - رونالد نیم برای یونیورسال استودیوز و رنک اورگانیزیشن - آرزوهای بزرگ - ویلیام پرلبرگ برای فاکس قرن بیستم - معجزه در خیابان ۳۴ام | - الیا کازان – قرارداد شرافتمندانه - جرج کیوکر – مرد دوچهره - ادوارد دمیتریک – در خط آتش - هنری کاستر – زن اسقف - دیوید لین – آرزوهای بزرگ                                                                      |
| جایزه اسکار بهترین بازیگر نقش اول مرد | جایزه اسکار بهترین بازیگر نقش اول زن |
| - رونالد کولمن – مرد دوچهره - جان گارفیلد – جسم و روح - گریگوری پک – قرارداد شرافتمندانه - ویلیام پاول – زندگی با پدر - مایکل ردگریو – عزا برازنده الکتراست | - لرتا یونگ – دختر کشاورز - جوآن کراوفورد – تسخیرشده - سوزان هیوارد – حادثه، داستان یک زن - دوروتی مک‌گوایر – قرارداد شرافتمندانه - روسالیند راسل – عزا برازنده الکتراست                                         |
| جایزه اسکار بهترین بازیگر نقش مکمل مرد | جایزه اسکار بهترین بازیگر نقش مکمل زن |
| - ادموند گون – معجزه در خیابان ۳۴ام - چارلز بیکفورد – دختر کشاورز - توماس گومز – سوار اسب صورتی - رابرت رایان – در خط آتش - ریچارد ویدمارک – بوسه مرگ (فیلم ۱۹۴۷) | - سلست هولم – قرارداد شرافتمندانه - اتل باریمور – قضیه پاراداین - گلوریا گراهام – در خط آتش - مارجوری ماین – The Egg and I - ان رویر – قرارداد شرافتمندانه                                                      |
| جایزه اسکار بهترین فیلم‌نامه غیراقتباسی | جایزه اسکار بهترین فیلم‌نامه اقتباسی |
| - مرد مجرد و دختر جوان – سیدنی شلدون - واکسی – سرجو آمیدی، Adolfo Franci, چزاروه جولیو ویولا و چزاره زاواتینی - موسیو وردو – چارلی چاپلین - مرد دوچهره – روث گوردون و گارسون کنین - جسم و روح – آبراهام پولانسکی | - معجزه در خیابان ۳۴ام – جرج سیتون - آرزوهای بزرگ – دیوید لین، رونالد نیم و آنتونی هاولوک-آلن - بومرنگ – ریچارد مورفی (فیلمنامه‌نویس) - در خط آتش – John Paxton - قرارداد شرافتمندانه – ماس هارت                 |
| بهترین داستان | جایزه اسکار بهترین پویانمایی کوتاه |
| - معجزه در خیابان ۳۴ام – والنیتن دیویس - قفس بلبل‌ها – ژرژ شاپرو و رنه ویلر - It Happened on Fifth Avenue – Herbert Clyde Lewis و فردریک اشتفانی - بوسه مرگ (فیلم ۱۹۴۷) – Eleazar Lipsky - حادثه، داستان یک زن – دوروتی پارکر and Frank Cavett | - Tweetie Pie – Edward Selzer - چیپ و دیل (فیلم) – والت دیزنی - Dr. Jekyll and Mr. Mouse – فرد کوئیمبی - Pluto's Blue Note – والت دیزنی - Tubby the Tubba – جرج پال                                             |
| بهترین فیلم مستند | بهترین فیلم کوتاه مستند |
| - طرحی برای مرگ - Journey Into Medicine - The World Is Rich | - قدم‌های اول (فیلم ۱۹۴۷) - Passport to Nowhere - School in the Mailbox |
| جایزه اسکار بهترین فیلم کوتاه | جایزه اسکار بهترین فیلم کوتاه |
| - Goodbye Miss Turlock – Herbert Moulton - Brooklyn, U.S.A. – Thomas Mead - Moon Rockets – Jerry Fairbanks - Now You See It – پیت اسمیت - So You Want to Be in Pictures – Gordon Hollingshead | - Climbing the Matterhorn – اروینگ آلن - Champagne for Two – هری گری - Fight of the Wild Stallions – Thomas Mead - Give Us the Earth – Herbert Morgan - A Voice Is Born: The Story of Niklos Gafni – Ben Blake  |
| جایزه اسکار بهترین موسیقی فیلم | جایزه اسکار بهترین موسیقی فیلم |
| - مرد دوچهره – میکلوش روژا - زن اسقف – هوگو فریدهوفر - Captain from Castile – آلفرد نیومن - همیشه آمبر – دیوید راکسین - زندگی با پدر – ماکس اشتاینر | - Mother Wore Tights – آلفرد نیومن - ترانه جنوب – دنیل آمفی‌تئاتروف، پل اسمیت (آهنگساز) و Charles Wolcott - Road to Rio – رابرت ئی. دولان - Fiesta – جانی گرین - My Wild Irish Rose – ری هایندورف و ماکس اشتاینر |
| جایزه اسکار بهترین ترانه | بهترین میکس صدا |
| - "Zip-a-Dee-Doo-Dah" from ترانه جنوب – موسیقی از الی وروبل; ترانه از ری گیلبرت - "A Gal in Calico" from The Time, the Place and the Girl – Music by آرتور شوارتز; Lyric by لئو رابین - "I Wish I Didn't Love You So" from مخاطرات پائولین – Music and Lyric by فرانک لسر - "Pass That Peace Pipe" from Good News – Music and Lyric by Ralph Blane, Hugh Martin و راجر ایدنس - "You Do" from Mother Wore Tights – Music by Josef Myrow; Lyric by ماک گوردن | - زن اسقف – گوردون ای سایر، Samuel Goldwyn Studio Sound Department - خیابان دلفین سبز – Douglas Shearer, مترو گلدوین مایر - مأموران خزانه‌داری – Jack R. Whitney, Sound Service, Inc.                            |
| جایزه اسکار بهترین طراحی صحنه | جایزه اسکار بهترین طراحی صحنه |
| - آرزوهای بزرگ – Art Direction: جان برایان (کارگردان هنری); Set Decoration: Wilfred Shingleton - The Foxes of Harrow – Art Direction: Lyle Wheeler و Maurice Ransford; Set Decoration: Thomas Little و Paul S. Fox | - نارکیسوس سیاه – Art Direction and Set Decoration: Alfred Junge - زندگی با پدر – Art Direction: Robert M. Haas; Set Decoration: George James Hopkins                                                           |
| جایزه اسکار بهترین فیلمبرداری | جایزه اسکار بهترین فیلمبرداری |
| - آرزوهای بزرگ – گای گرین - خیابان دلفین سبز – جرج جی. فالسی - روح و خانم مویر – چارلز لنگ | - نارکیسوس سیاه – جک کاردیف - Mother Wore Tights – Harry Jackson - زندگی با پدر – پورل مارلی و ویلیام وی. اسکال                                                                                                 |
| جایزه اسکار بهترین تدوین | جایزه اسکار بهترین جلوه‌های تصویری |
| - جسم و روح – فرنسیس دی. لیون و رابرت پریش - زن اسقف – Monica Collingwood - قرارداد شرافتمندانه – هارمون جونز - مرد ناجور – فرگوس مک‌دانل - خیابان دلفین سبز – جرج وایت | - خیابان دلفین سبز – A. Arnold Gillespie, Warren Newcombe, Douglas Shearer و Michael Steinore - Unconquered – Farciot Edouart, Devereux Jennings, Gordon Jennings, Wallace Kelley, Paul Lerpae و George Dutton  |